# Escola Normal Superior de Pisa
A Escola Normal Superior de Pisa (em italiano, Scuola Normale Superiore di Pisa, geralmente referida como Scuola Normale, SNS ou Normale di Pisa ) é uma instituição  pública de ensino superior, com sedes em Pisa e Florença, na Itália. Foi fundada em 1810, por decreto de Napoleão Bonaparte, como uma ramificação da Escola Normal Superior de Paris.
É uma das três instituições italianas com o estatuto de escola  superior  universitária. Tem cerca de 500 alunos e, segundo o World University Ranking 2018 da revista britânica Times Higher Education, é a segunda melhor instituição universitária da Itália.
A SNS ministra cursos de graduação e pós-graduação distribuídos entre as seguintes áreas do conhecimento:
- Ciências físicas
  - Matemática e Estatística
  - Física  e Astronomia
  - Química
- Ciências Sociais
  - Sociologia
  - Política & Estudos Internacionais (incluindo Estudos do Desenvolvimento)
- Ciências da vida
  - Ciências Biológicas
- Artes & humanidades
  - Arqueologia
  - Línguas, Literatura & Linguística
  - Arte, Artes Cênicas & Design
  - História, Filosofia & Teologia